# Euphorbia ledermanniana
Euphorbia ledermanniana es una especie de fanerógama perteneciente a la familia de las euforbiáceas.  Es originaria de Nigeria y Camerún.

## Descripción
Es una hierba perenne con brotes más carnosos que surgen de un rizoma leñoso; los tallos alcanzan un tamaño de 7,5-20 cm de alto, 0,22 cm de espesor, por lo general se bifurcan en una cima 2-ramificado en el ápice, simple o raramente ramificado a continuación; las hojas son linear-lanceoladas, agudas, coriáceas.

## Ecología
Se encuentra en la sabana, donde aparecen después de incendios de pastizales; También en pequeños ríos forestales; a una altitud de ± 915-1520 m alt.

## Taxonomía
Euphorbia ledermanniana fue descrita por Pax & K.Hoffm. y publicado en Botanische Jahrbücher für Systematik, Pflanzengeschichte und Pflanzengeographie 14: 241. 1910.
Etimología
Euphorbia: nombre genérico que deriva del médico griego del rey Juba II de Mauritania (52 a 50 a. C. - 23), Euphorbus, en su honor – o en alusión a su gran vientre –  ya que usaba médicamente Euphorbia resinifera. En 1753 Carlos Linneo asignó el nombre a todo el género.
ledermanniana: epíteto otorgado en honor del horticultor suizo Carl Ludwig Ledermann (1875 - 1958), quien recolectó la planta en África tropical en 1904-1906.
Sinonimia
- Euphorbia calva N.E.Br.[6][7]